# Wu Zhi
En aquest nom xinès, el cognom és Wu.
Wu Zhi va ser un assessor de Cao Pi durant la tardana Dinastia Han i el període dels Tres Regnes de la història xinesa. Cao Pi estava competint amb Cao Zhi per una posició més alta en eixe moment i va ser Wu Zhi qui s'amagà a un cistell de seda per esquitllar-se en la finca de Cao Zhi; això no obstant, va córrer la veu d'aquest truc i Wu Zhi va haver d'omplir el cistell amb la seda per evitar desastres posteriors.